# Zygia paucijugata
Zygia paucijugata là một loài thực vật có hoa trong họ Đậu. Loài này được (Lundell) L.Rico miêu tả khoa học đầu tiên.